# Поросозеро (посёлок)
Поросо́зеро (карел. и фин.  Porajärvi, Пораярви — оленье озеро, от имени первого поселенца-лопаря) — посёлок в Суоярвском районе Республики Карелия Российской Федерации. Административный центр Поросозерского сельского поселения.
До упразднения уездно-губернского деления (1927 год) административный центр * Порос-озерской волости и входившей в неё сельского общества.
Через посёлок проходит трасса А-132 и железная дорога.

## География
Посёлок расположен в 80 км к северу по автодороге от города Суоярви, на берегах реки Суны.

## История
Большое влияние на развитие посёлка во второй половине XIX века оказал Валазминский чугуноплавильный завод, действовавший в окрестностях посёлка на Валазминских порогах реки Суна в 1868—1908 годах. Завод был построен для снабжения чугуном Александровского завода, имел одну доменную печь, воздуходувка которой работала от водяной турбины. На территории завода имелись казармы для проживания рабочих, дома для служащих, магазин, церковь, церковно-приходская школа, бревенчатая пристань. Завод был уничтожен пожаром в 1908 году, производство чугуна было прекращено.
До 1927 года селение Порос-озеро являлся волостным центром Порос-озерской волости, в 1927 году был включён в состав Петровского района, в 1940 году — в состав Суоярвского района.
В годы Великой Отечественной войны находился под оккупацией финских войск. При отступлении в 1941 году советские войска сожгли  посёлок. В 1944 году финны при отступлении сделали то же самое.

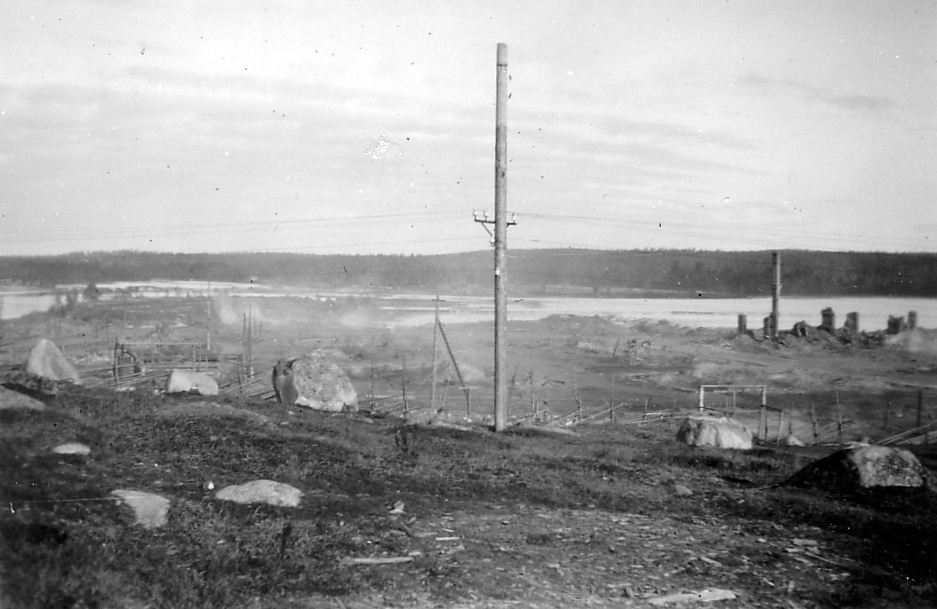
Посёлок Поросозеро, сожженный 12 октября 1941 года при отступлении советских войск
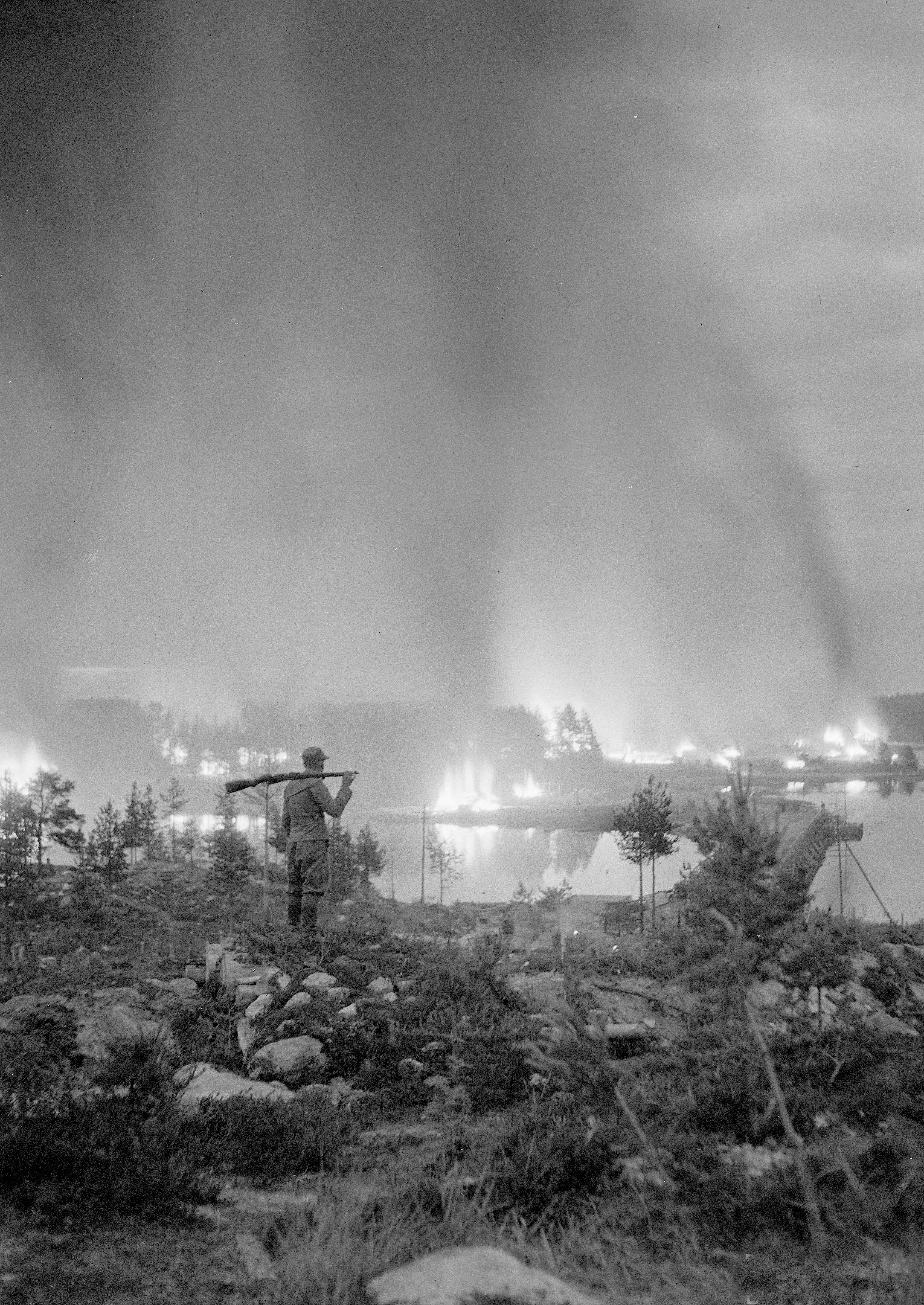
В ходе отступления финских войск в 1944 году посёлок был снова сожжён

## Население
| 1959  | 1970  | 1979  | 1989  | 2002  | 2009  | 2010  |
| ----- | ----- | ----- | ----- | ----- | ----- | ----- |
| 6179  | ↘5125 | ↘4674 | ↘4406 | ↘3529 | ↘3096 | ↘2875 |
| 2013  |       |       |       |       |       |       |
| ↘2647 |       |       |       |       |       |       |

## Инфраструктура
Личное подсобное хозяйство с зоной сельскохозяйственного использования, индивидуальная застройка усадебного типа.
В 2009—2016 годах вблизи посёлка работал гранитный карьер.
Действует магазин Сети «Магнит», более пяти магазинов местных предпринимателей, а также два магазина сети «Первым делом».

## Достопримечательности, памятные места

### Русская православная церковь
27 (14 по старому стилю) марта 1865 года в деревне Поросозеро Янгозерского прихода Повенецкого уезда освящена деревянная церковь в честь Святой Троицы. Церковь была перестроена из бывшей часовни на пожертвования местных жителей.
Однако главной проблемой церковного просвещения в этом районе было то, что местные жители были преимущественно карелами, совершенно не владеющими русским языком. Было предпринято большое количество попыток перевести богослужебные книги на карельский язык, однако к 1893 году духовенство в этих районах продолжало жаловаться на их отсутствие.
По состоянию на 1904 год Янгозерский приход (священник Михаил Иаковлевич Фомин и псаломщик Алексей Васильевич Попов), куда входило Поросозеро, относился к III благочинническому округу Повенецкого уезда.

### Памятники истории

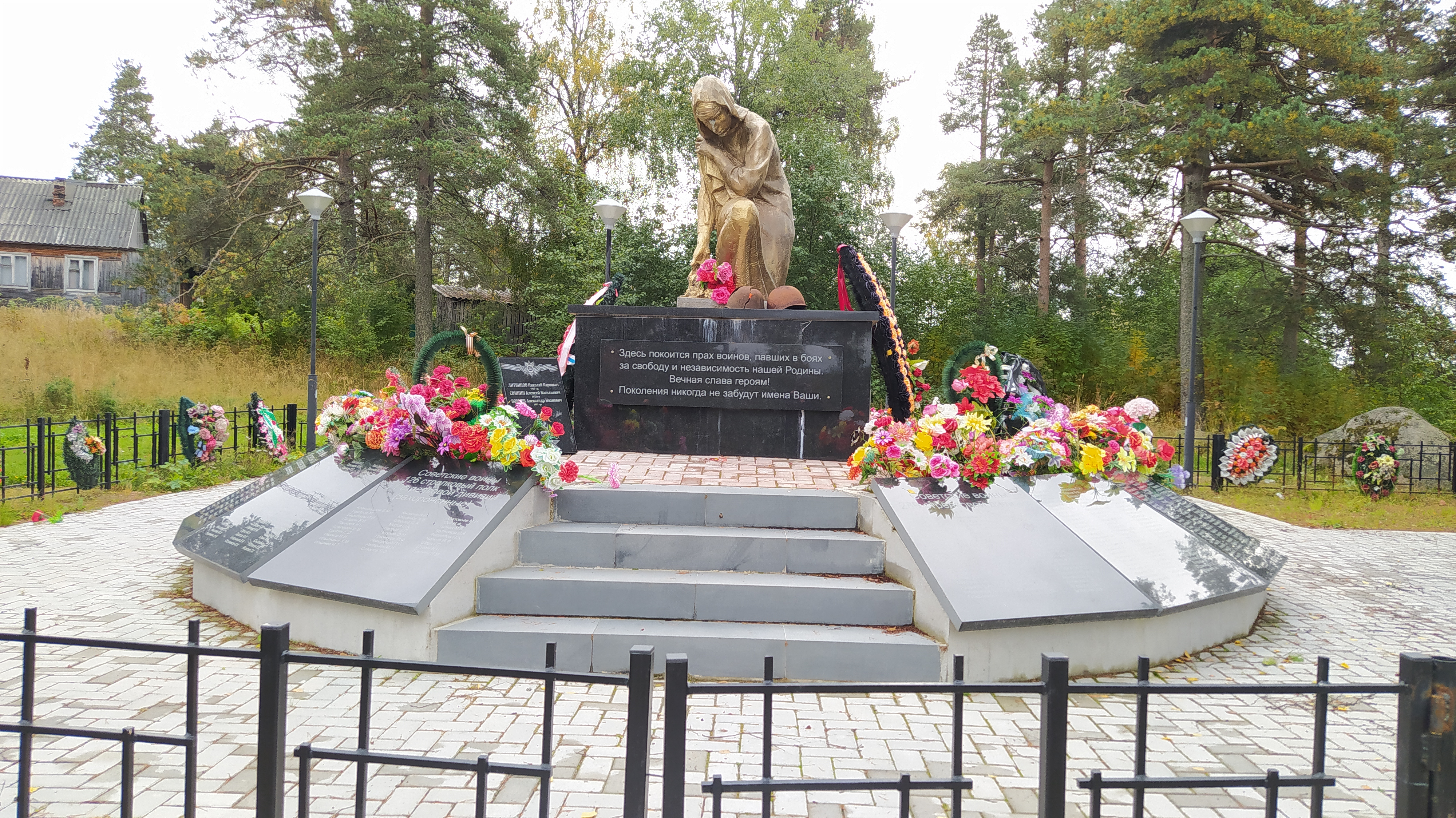
Братская могила

Сохраняется братская могила советских воинов, погибших в годы Великой Отечественной войны.

### Памятники природы
В 5 км на север от посёлка расположен государственный региональный болотный памятник природы — Болото Аконъярвское площадью 68,0 га, ценный ягодник клюквы.
В 3 км на северо-запад от посёлка расположен государственный региональный болотный памятник природы — Болото Озовое площадью 79,0 га, ценный ягодник клюквы.

## Транспорт
На станции Поросозеро делают остановку поезда Петрозаводск — Костомукша — Петрозаводск и Санкт-Петербург — Костомукша — Санкт-Петербург.
В посёлок прибывают автобусы из Петрозаводска, Суоярви. Ранее в посёлке действовал внутренний маршрут «Красный бор — Химлесхоз».

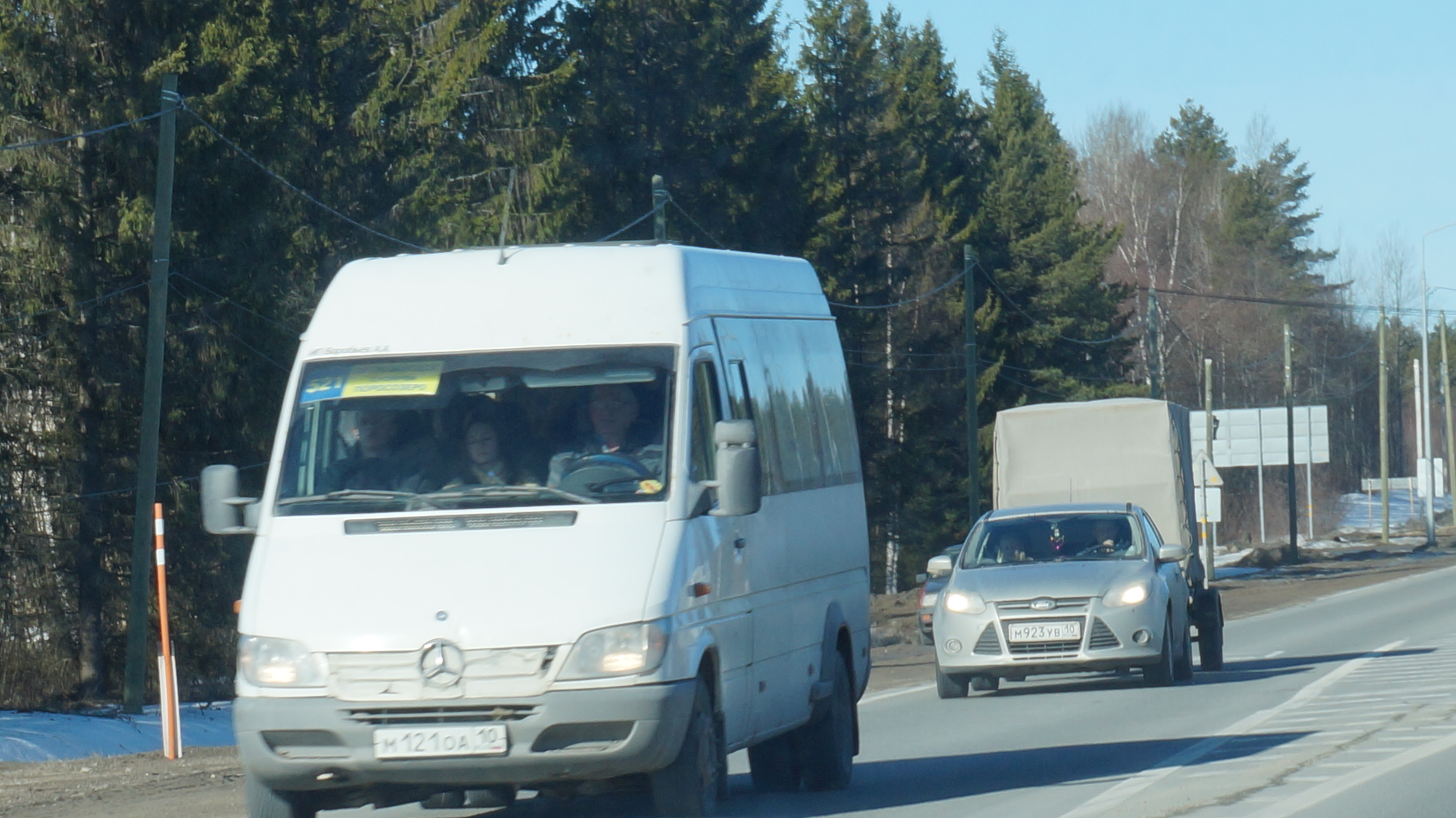
Автобус маршрута № 521 следует из Поросозера в Петрозаводск в районе Бесовца
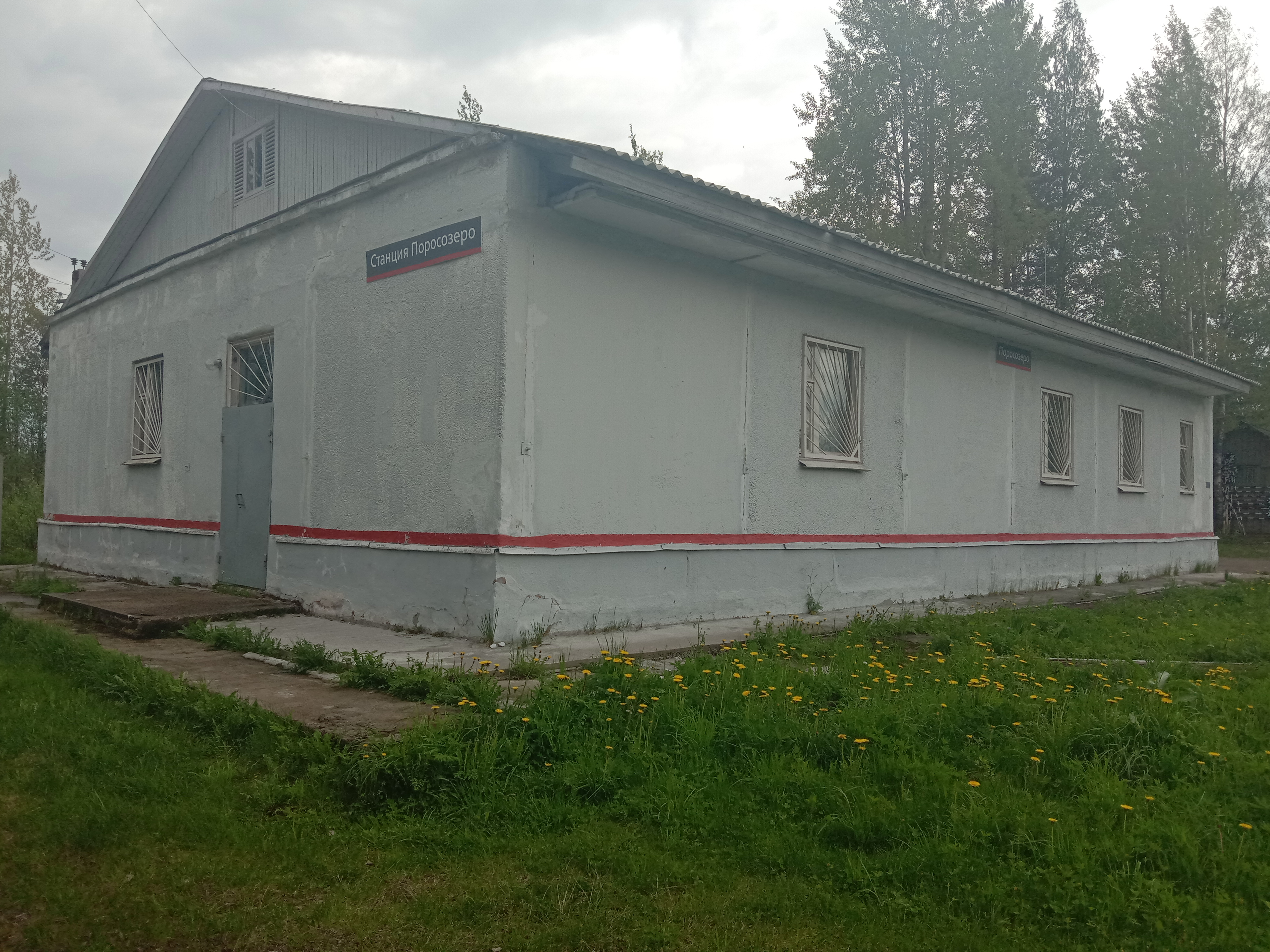
Железнодорожная станция